# Mistrovství světa ve vodním slalomu 2002
Mistrovství světa ve vodním slalomu 2002 se uskutečnilo v francouzském Bourg-Saint-Maurice pod záštitou Mezinárodní kanoistické federace. Jednalo se o 27. mistrovství světa ve vodním slalomu.

## Muži

### Kánoe
| Závod       | Zlato | Body   | Stříbro                                                                                  | Body   | Bronz | Body   |
| C1          | Michal Martikán (SVK)                                                                                                 | 192.92 | Jan Benzien (GER)                                                                        | 199.29 | Patrice Estanguet (FRA)                                                                                         | 199.32 |
| C1 družstvo | Česko Přemysl Vlk Jan Mašek Stanislav Ježek                                                                           | 224.27 | Německo Sören Kaufmann Jan Benzien Stefan Pfannmöller                                    | 226.55 | Slovinsko Jurij Korenjak Dejan Stevanovič Simon Hočevar                                                         | 236.59 |
| C2          | Slovensko Pavol Hochschorner Peter Hochschorner                                                                       | 206.21 | Francie Pierre Luquet Christophe Luquet                                                  | 209.41 | Česko Marek Jiras Tomáš Máder                                                                                   | 209.53 |
| C2 družstvo | Francie Pierre Luquet a Christophe Luquet Alexandre Lauvergne a Nathanael Fouquet Philippe Quémerais a Yann Le Pennec | 239.09 | Německo Kay Simon a Robby Simon Kai Walter a Frank Henze André Ehrenberg a Michael Senft | 257.07 | Polsko Dariusz Wrzosek a Bartłomiej Kruczek Jarosław Miczek a Wojciech Sekuła Andrzej Wójs a Sławomir Mordarski | 265.80 |

### Kajak
| Závod       | Zlato                                               | Body   | Stříbro                                                | Body   | Bronz                                                | Body   |
| K1          | Fabien Lefèvre (FRA)                                | 184.89 | Miha Terdič (SLO)                                      | 189.94 | Ivan Pišvejc (CZE)                                   | 190.10 |
| K1 družstvo | Německo Claus Suchanek Thomas Becker Thomas Schmidt | 214.11 | Itálie Pierpaolo Ferrazzi Matteo Pontarollo Luca Costa | 216.64 | Francie Thomas Monier Benoît Peschier Fabien Lefèvre | 218.25 |

## Ženy

### Kajak
| Závod       | Zlato                                                            | Body   | Stříbro                                                | Body   | Bronz                                                                  | Body   |
| K1          | Rebecca Giddensová (USA)                                         | 216.09 | Mandy Planertová (GER)                                 | 218.11 | Cristina Giai Pronová (ITA)                                            | 222.46 |
| K1 družstvo | Francie Aline Tornareová Mathilde Picheryová Anne-Lise Bardetová | 294.73 | Česko Marie Řihošková Marcela Sadilová Irena Pavelková | 298.78 | Spojené království Helen Reevesová Laura Blakemanová Heather Corrieová | 306.24 |

## Medailové pořadí zemí
| Pořadí | Země               | Zlato | Stříbro | Bronz | Celkem |
| ------ | ------------------ | ----- | ------- | ----- | ------ |
| 1      | Francie            | 3     | 1       | 2     | 6      |
| 2      | Slovensko          | 2     | 0       | 0     | 2      |
| 3      | Německo            | 1     | 4       | 0     | 5      |
| 4      | Česko              | 1     | 1       | 2     | 4      |
| 5      | USA                | 1     | 0       | 0     | 1      |
| 6      | Itálie             | 0     | 1       | 1     | 2      |
| 6      | Slovinsko          | 0     | 1       | 1     | 2      |
| 8      | Polsko             | 0     | 0       | 1     | 1      |
| 8      | Spojené království | 0     | 0       | 1     | 1      |
| Celkem | Celkem             | 8     | 8       | 8     | 24     |